# ملكة وملك جمال فوق القومية
ملكة وملك جمال فوق القومية أو ملكة وملك جمال سوبرا ناشيونال هي مسابقة ملكة الجمال سنوية تأسست في 2009 للسيدات و2016 للرجال.